# Sondeo de opinión
Un sondeo de opinión es una medición estadística tomada a partir de encuestas destinadas a conocer la opinión pública. Estas mediciones se realizan por medio de muestreos que, usualmente están diseñados para representar las opiniones de una población llevando a cabo una serie de preguntas y, luego, extrapolando generalidades en proporción o dentro de un intervalo de confianza. La ciencia que estudia los datos obtenidos mediante sondeos de opinión se denomina demoscopía, y se enmarca dentro de la sociología.

## Historia de los sondeos de opinión
El primer ejemplo conocido de un sondeo de opinión fue una encuesta de voto local, sin valor científico, realizado por el Harrisburg Pennsylvanian en 1824, que dio como ganador a Andrew Jackson sobre John Quincy Adams por 335 votos a 169 en la campaña por la Presidencia de los Estados Unidos. Tales sondeos, sin valor ni método científico, se volvieron gradualmente populares, pero manteniéndose a un ámbito local, normalmente en el área de una ciudad. En 1916, el Literary Digest se embarcó en una medición de carácter nacional, enviando millones de tarjetas postales y, simplemente, contando las respondidas. De esta forma, se predijo correctamente la elección como Presidente de Woodrow Wilson y de las siguientes cuatro elecciones presidenciales.
En 1936, el "Literary Digest" utilizó una muestra significativa de 2,3 millones de "votantes", con la cual habían determinado que la población norteamericana tendía a simpatizar con el Partido Republicano. Una semana antes del día de las elecciones presidenciales, se informaba que Alf Landon del Partido Republicano era, de lejos, mucho más popular que Franklin D. Roosevelt del Partido Demócrata. Al mismo tiempo, George Gallup realizó una encuesta mucho más pequeña, pero con mejores bases científicas, utilizando muestras demográficas representativas. Gallup predijo correctamente la victoria arrolladora de Roosevelt. Al poco tiempo, el Literary Digest dejó de funcionar, mientras que los sondeos empezaron a incrementarse.
Elmo Roper fue otro pionero estadounidense en las predicciones políticas usando encuestas científicas. Así, predijo la elección del presidente Franklin Delano Roosevelt tres veces, en 1936, 1940 y 1944. Louis Harris había estado en el terreno de la opinión pública desde 1947 cuando se unió a la firma de Elmo Roper, convirtiéndose más tarde en su socio.
Gallup lanzó una subsidiaria en el Reino Unido, donde predijo correctamente la victoria del Partido Laborista en la elección general de 1945, en contraste con virtualmente todos los otros comentadores, quienes esperaban que el Partido Conservador, liderado por Winston Churchill, ganara fácilmente.
Ya para los años cincuenta, las encuestadoras se habían propagado por la mayoría de las democracias, llegando a estar a inicios del siglo XXI en prácticamente todos los países del mundo.
Actualmente, crece cada vez más la tendencia de realizar encuestas ofreciendo a los encuestados una bonificación (dinero o bonos). En algunos casos, existen compañías que utilizan recursos web, como páginas y portales, para buscar y llegar a un público mucho más amplio, obteniendo una amplia variedad de resultados ante diferentes tipos de temas: productos, servicios, marcas, experiencias, políticos, etc, brindado a los voluntarios un pago por cada encuesta que resuelvan. Sin embargo, el usuario de este tipo de portales debe ser consciente del potencial peligro que puede correr al utilizar sitios aleatorios, sin antes realizar una verificación exhaustiva para estar seguro de que tal puede en realidad darle su bonificación una vez finalice la encuesta.

## Muestra y métodos de encuesta
Por muchos años, los sondeos de opinión fueron realizados a través de las telecomunicaciones o, principalmente, cara a cara, tanto en las calles como en los hogares de las personas. Los métodos y técnicas variaban aunque están ampliamente aceptados en la mayor parte de lugares. Se pueden realizar encuestas verbales, con papeletas de votación y procesadas de manera eficiente, para contrastar otros tipos de encuesta con matrices sistemáticas y más complicadas en comparación a los procedimientos ortodoxos previos.
Los sondeos de opinión se desarrollaron en aplicaciones populares, aunque las tasas de respuesta para algunas encuestas declinaron. En algunos países se ha vuelto común la realización de sondeos de opinión mediante llamadas telefónicas, siendo estas más fáciles, baratas y rápidas que el método cara a cara. Además de esto, los sondeos vía Internet se van tornando más populares, a pesar de las dificultades de tomar muestras de carácter científico en gran parte por el Internet de ciertos sectores importantes en algunos países. Los encuestadores que utilizan encuestas por internet, deben trazar la muestra a partir de un gran panel de voluntarios y los resultados son sopesados para reflejar la demografía de la población de interés. Esto marca una diferencia en las encuestas populares a las cuales se someten quienquiera participar, más que una muestra científica de la población y, por ello, no son generalmente considerados como precisas.
La redacción de un sondeo puede incluir sesgos, dado que el sesgo puede estar en la opinión. Por ejemplo, es más probable que el público indique su apoyo por una persona que es descrita por el operador como uno de los "candidatos que lideran la elección". Esta pregunta en sí mismo oculta un sesgo sutil por un candidato, al agrupar a algunos candidatos en una categoría "otros" o viceversa. Las herramientas que se utilizan en los sondeos del siglo XXI varían en complejidad debido a estas circunstancias.

## Potencial de error

### Error de muestreo
Todos los sondeos están basados en muestras que están sujetos al error de muestreo, que refleja la incertidumbre de exactitud del proceso de muestreo. La incertidumbre es expresada frecuentemente como margen de error. El margen de error no refleja otras fuentes de error además del error por dimensionamiento. Un sondeo con una muestra aleatoria de 1000 personas tendrá un margen de error de 20% un porcentaje estimado de la población. Un +/- 2.5% de margen de error significa que el 95% del tiempo el procedimiento usado dará un estimado de +/- 2.5% del porcentaje a ser estimado. El margen de error puede ser reducido mediante una muestra más grande, por lo tanto si un encuestador desea reducir el margen de error al 1%, el necesitaría una muestra aproximada de 10 000 personas. En la práctica, los encuestadores necesitan equilibrar el costo de una muestra grande con la reducción del error de muestreo, siendo un tamaño de muestra de entre 500 y 1000 personas una cantidad típica necesaria para sondeos de carácter político. (Téngase en cuenta que para 500 respuestas completas podrían ser necesarias miles de llamadas telefónicas.)

### Sin respuesta
Como algunas personas pueden negarse a responder llamadas de extraños, o rehusar responder el sondeo, las muestras pueden no ser representativas de la población. A causa de esto, las características de aquellos quienes aceptan ser encuestados pueden ser marcadamente distintas a las de aquellos que se niegan convirtiendo a la muestra en una versión parcializada del universo que el encuestador quiere analizar. En estos casos, la tendencia introduce nuevos errores en el sondeo, en un sentido u otro, en adición a los errores causados por una muestra sencilla. El error debido a la tendencia de la muestra no se vuelve más pequeño con muestras poblacionales de mayor tamaño. Si las personas que rehúsan responder tienen las mismas características que aquellas personas que sí aceptan responder las encuestas, entonces los resultados finales serán sin tendencia parcializada, mientras que si las personas que no responden tienen diferentes opiniones que aquellas que lo hacen, entonces habrá un error de tendencia en los resultados. En términos de sondeos para elección, los estudios sugieren que los efectos de la parcialidad son reducidos, pero cada empresa encuestadora tiene sus propias fórmulas sobre como minimizar la parcialidad de tendencia de la muestra.
Además de esto, también existen otros factores por los que puede haber un margen de error mayor, los cuales pueden ser la falta de estratificación de la muestra, un mal análisis o una supervisión deficiente; incluida la falta de retroalimentación del equipo de campo.

### Respuesta parcializada
Los resultados de la medición podrían ser afectados por las respuestas parcializadas, donde las respuestas dadas por los encuestados no reflejan sus verdaderas creencias. Esto podría ser ingeniado deliberadamente por encuestadores no escrupulosos en un sondeo de empuje, pero más frecuentemente es el resultado de un ordenamiento de preguntas (ver abajo). Los encuestados pueden tratar de manipular el éxito de un sondeo mediante, por ejemplo, tomar una posición más extrema de la que actualmente mantienen para explicar su lado del argumento de forma rápida y así terminar sin pérdida de tiempo. Además los encuestados pueden encontrarse sometidos a una presión social en el momento de tomar parte en la encuesta y de esa manera pueden tratar de dar una respuesta que tenga más aceptación que la que corresponde a su verdadera opinión. Si el resultado del sondeo es ampliamente publicitado, este efecto, denominado espiral del silencio, se verá aumentado.

### Redacción de preguntas
Es bastante sabido que, en la redacción de preguntas, el orden en las cuales se formulan las preguntas y el patrón en el que se enumeran las respuestas pueden influir en los resultados de un sondeo. Una manera en la cual los encuestadores intentan minimizar este efecto es preguntar en el mismo set preguntas para conseguir cambios en la opinión. Los controles más efectivos, usados por los investigadores de la actitud son:
- Realizar suficientes preguntas para poder cubrir todos los aspectos de un asunto y controlar los efectos debidos al patrón de las preguntas (como una redacción positiva o negativa), la adecuación de número es establecida cuantitativamente con las medidas psicométricas como los coeficientes de confiabilidad.

- analizar los resultados mediante técnicas psicométricas para sintetizar las respuestas en una cantidad pequeña pero confiable y así detectar preguntas no efectivas.

Estos controles no son ampliamente usados en la industria de las encuestadoras.

### Errores provocados por los grupos que son objeto de estudio
Otro factor que induce al error es encuestar grupos sociales que no son representativos de la población como consecuencia del método usado. Por ejemplo, las encuestas telefónicas tienen un margen de error inherente puesto que en muchas épocas y lugares, los que tenían teléfono eran más ricos que los que no tenían. Asimismo, hoy en día en muchos sitios la población sólo dispone de teléfonos móviles. Puede ocurrir también que los encuestadores tengan prohibido llamar a móviles (por ser ilegal en esa jurisdicción hacer llamadas no solicitadas a teléfonos en los que el propietario paga por el simple hecho de coger la llamada), y por tanto, estos individuos nunca son incluidos en las encuestas.
Si el subconjunto de población sin teléfonos móviles difiere bastante del resto de la población, estas diferencias pueden alterar los resultados de la encuesta. Las empresas de encuestas telefónicas han desarrollado muchas técnicas basadas en el coeficiente de ponderación para ayudar a mitigar estas deficiencias, con más o menos éxito.
Un ejemplo muy utilizado para ilustrar la poca fiabilidad de las encuestas telefónicas es el de las elecciones generales del Reino Unido celebradas en 1992. A pesar de que las empresas encuestadoras utilizaron métodos distintos, prácticamente todas, tanto en los días previos a las elecciones como en los sondeos a pie de urna, daban como vencedor al Partido Laborista en la oposición. Sin embargo el voto real acabó dando la victoria al Partido Conservador, por aquel entonces en el poder.
En las consideraciones posteriores a este fracaso, las empresas de sondeos presentaron varias ideas para tratar de justificar semejante error. Entre otras, figuraban:
- Un cambio de opinión de última hora. El triunfo de los conservadores fue posible gracias a los votos de la gente que cambió de opinión en el último momento. Por eso, el error no es tan grave como pueda parecer.

- Poca participación de los votantes. Los que votaron al partido Conservador no se mostraron tan dispuestos a participar en la encuesta como lo habían hecho otras veces, y por eso esta vez su opinión no ha quedado reflejada en el sondeo.

- El voto oculto. Los conservadores han sufrido un continuo periodo de baja popularidad a causa de la recesión económica y de algunos importantes escándalos. Algunos de sus votantes pueden haberse sentido presionados para dar una respuesta más acorde con el pensamiento de la mayoría, sin ser esa su intención de voto.

La influencia de estos factores en el resultado final fue y sigue siendo un tema controvertido, pero desde ese momento las empresas de encuestas han mejorado sus métodos y han logrado predecir mejor los resultados de las siguientes elecciones.
Todas las cadenas de televisión importantes en prácticamente todos los países donde se celebran elecciones, llevan a cabo sondeos (ya sea por su cuenta o en colaboración con las revistas o periódicos más importantes). El fallo más conocido de los sondeos que se recuerda en los Estados Unidos es la predicción de que Thomas E. Dewey derrotaría a Harry S. Truman en las elecciones presidenciales del 1948. Las compañías de sondeos más importantes, incluyendo Gallup y Roper, pronosticaron una victoria por mayoría aplastante para Dewey.
En el Reino Unido, la mayoría de sondeos fallaron al pronosticar las victorias electorales de los conservadores en 1970 y 1992, y la victoria de los laboristas en 1974. De todos modos, sus resultados para otras elecciones han sido bastante acertados.

## La influencia de los sondeos de opinión
Al proporcionar información sobre las intenciones de voto de la población, los sondeos de opinión pueden influir en la conducta de los electores. Las diversas teorías que existen sobre el tema pueden dividirse en dos grandes grupos: los efectos de arrastre y rechazo y el voto estratégico o táctico (Emilio Lamo de Espinosa, 2001).
El efecto de arrastre (bandwagon effect) ocurre cuando el sondeo provoca que los votantes respalden al candidato que se pronostica que vencerá. La idea de que los electores son susceptibles a estos efectos no es nueva, se remonta como mínimo al año 1884; William Safire (1993:43) informó de que se usó por primera vez ese mismo año en la revista de historietas políticas Puck. Esta idea persiste a pesar de la falta de pruebas empíricas hasta finales del siglo XX. George Gallup dedicó muchos esfuerzos en vano en intentando desacreditar esta teoría en su época presentando estudios empíricos.
Un reciente meta-estudio de investigación científica en este campo indica que desde los ochenta en adelante el efecto de arrastre es mucho más frecuente (Irwin y van Holsteyn, 2000).
La segunda categoría dentro de las teorías de cómo los sondeos afectan directamente al voto es el voto estratégico o voto táctico. Esta teoría se basa en la idea que los votantes ven las elecciones como un método para elegir un gobierno. Así, algunos no eligen a su candidato por razones de afinidad política o simpatía, sino por otras no tan deseables, como puedan ser motivos estratégicos. Un ejemplo de esto se pudo ver en las elecciones generales de 1997 en el Reino Unido, cuando la victoria de Michael Portillo en la circunscripción de Enfield se daba por sentada y sin embargo los sondeos de opinión mostraban que el candidato del Partido Laborista, Stephen Twigg ganaba apoyo sin cesar. Eso pudo haber impulsado a los votantes indecisos o a los votantes de otros partidos a apoyar a Twigg para echar a Portillo. Otro ejemplo es el efecto bumerán en el que los que los supuestos votantes del candidato dan por segura su victoria y sienten que su voto no es necesario, permitiendo así la victoria al contrincante.
Estos efectos sólo indican cómo las encuestas de opinión afectan directamente la decisión del electorado. También se ven afectados los periodistas, los políticos, los partidos políticos y los funcionarios entre otros, pero sobre todo el enfoque de los medios de comunicación y las ideologías políticas.

## Compañías encuestadoras
En Australia las más conocidas son:
- Newspoll
- Roy Morgan Research

En Argentina una de las más conocidas es:
- MKT S.A. situada en la Ciudad de Córdoba

En España
- Metroscopia
- We are testers
- Sigma Dos
- TNS Demoscopia
- Opina
- Akra Delta
- Netquest
- ESEQ, Estudios sociales, políticos y de mercado

En los Estados Unidos, algunas de las más importantes son:
- Gallup poll creada por George Gallup.
- Quinnipiac Polls, dirigida por Quinnipiac University en Hamden, Connecticut, y que empezó siendo un proyecto de estudiantes.
- The Pew Charitable Trusts lleva a cabo encuestas centradas en los medios de comunicación y opiniones políticas.
- Harris Poll.
- Nielsen Ratings, que casi siempre trabaja para la televisión.
- Zogby Internacional ha seguido la pista de la opinión pública desde 1984.

En México, algunas de las firmas más importantes son:
- ARCOP, que fue dirigida por Rafael Giménez.
- ASESORIA ECONOMICA Y MARKETING S.C., dirigida por la M.C. Erika Donjuan. www.corporacionaem.com
- BGC, encabezada por Ulises Beltrán.
- Consulta, dirigida por Roy Campos.
- Covarrubias y Asociados, de Ana Cristina Covarrubias.
- Demotecnia, de María de las Heras.
- GEA-ISA. Ricardo de la Peña preside Investigaciones Sociales Aplicadas (ISA).
- IPSOS-BIMSA. Jorge Buendía encabeza el área de opinión pública.
- Mercaei, encabezada por Lauro Mercado.
- MUND, dirigida por Daniel Lund.
- Parametría, dirigida por Francisco Abundis.
- PlanE Estrategia y Comunicación S.C., dirigida por Fernando Mejorado Olagues

En Panamá, entre las más importantes se encuentran:
- Dichter & Neira

En el Reino Unido, las más destacadas son:
- MORI.
- YouGov, una empresa de sondeos en línea.
- NOP
- ICR
- Populus, la encuestadora oficial del periódico The Times.